# C/2011 C3 (Gibbs)
C/2011 C3 (Gibbs) — одна з довгоперіодичних комет. Комета була відкрита 12 лютого 2011 року, коли мала 19.8m.